# ZDF
A ZDF – Zweites Deutsches Fernsehen (Második Német Televízió) német közszolgálati televízió, egyben Európa legnagyobb közszolgálati műsorszórója. Székhelye Rajna-vidék-Pfalz tartomány fővárosában, Mainzban található. Az ARD tartományi közmédiumokat tömörítő társasággal és a német közszolgálati rádióval, a Deutschlandradióval együtt készíti műsorait. A ZDF-nek ma körülbelül 3600 dolgozója van.

## Története

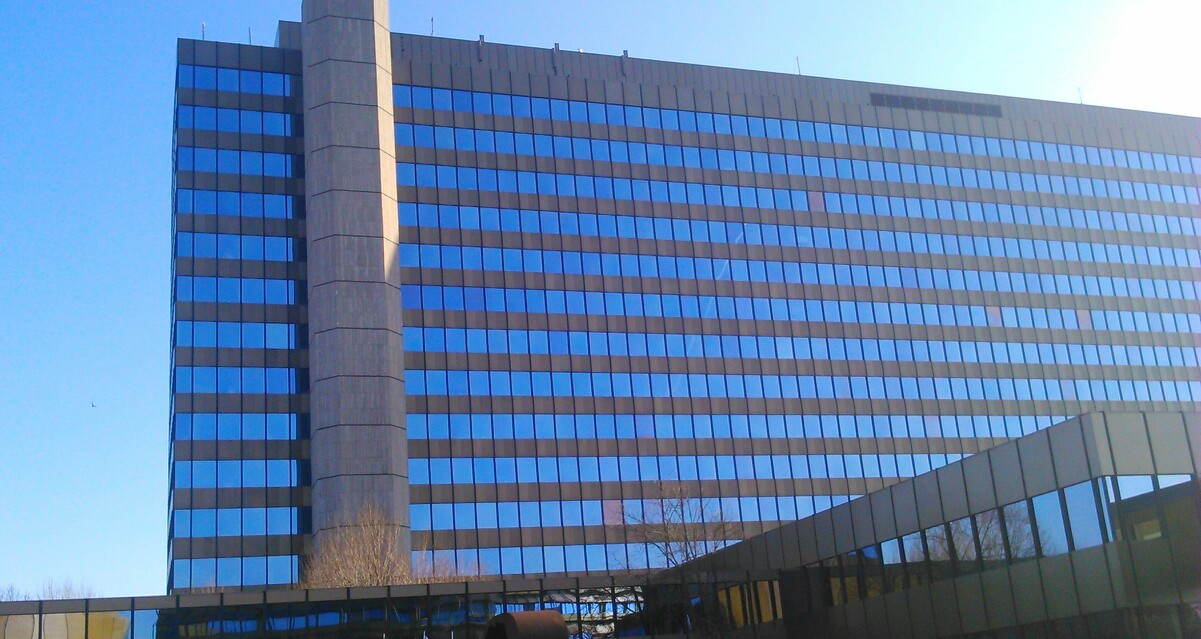
A mainzi székház

A földi sugárzást 1963. április 1-jén kezdte meg, amit a televízióval rendelkező háztartásoknak csak mintegy 61%-a tudott fogni, mivel akkoriban az UHF-vételre nem mindegyik készülék volt alkalmas.
1967 júliusában indult el első színes kísérleti adása, a rendszeres színes műsor augusztus 25-én indult. A ZDF műsorai kezdetben a hesseni Eschbornban készültek. Egy volt tanya és a hozzákapcsolódó gazdasági épületek voltak a stúdiók: 230 és 160 m²-es épületek 3-3 kamerával és szinkronstúdióval. A televízió vezetése drágának tartotta az itt felépülő új székházat, ezért a ZDF 1964 áprilisában a stúdióit átköltöztette a Taunusfilm wiesbadeni stúdiójába. A televízió terve egy önálló székház felépítése volt, ahol minden egy helyen lett volna. Így Mainz Lerchenberg negyedében 1,04 négyzetkilométernyi telket vásárolt a csatorna, ahol felépítették az új székhelyet. A hatéves építés 1984. december 6-án fejeződött be.

## A ZDF Magyarországon is ismert produkciói

### Sorozatok
- A felügyelő (1969–1976)
- A Guldenburgok öröksége (1987–1990)
- A hegyi doktor (2008)
- A klinika (1985–2005)
- Az Öreg (1977 óta)
- Álomhajó (1981 óta)
- Charly – Majom a családban (1995–2012)
- Derrick (1974–1998)
- Erdészház Falkenauban (1988–2012)
- Mentőhelikopter (1997–2007)
- Két férfi, egy eset (1981–2013)

## Szervezeti felépítése
A ZDF feladatait, szervezeti működését és finanszírozását a ZDF-Staatsvertrag (ZDF-Államszerződés) tartalmazza.

### Televíziós és vezetői tanács
A televíziós tanács ellenőrzi a műsorokat, jóváhagyja a vezetői tanács által készített költségvetést és az intendánsok kinevezését. Az intendánsok képviselik a ZDF-et, ők felelősek a műsorkínálatért és a pénzügyi helyzetért.
A ZDF vezetői tanácsa dönt a költségvetési tervről, és ez ügyben naponta ellenőrzi az intendánsok tevékenységét. 14 képviselőből áll a tanács, ebből 5 fő a tartományok és 1 fő a szövetségi képviseletet látja el.

### Intendáns
Az intendáns a ZDF hierarchia csúcsán áll, képviseli a csatornát és vezeti gazdálkodását, felel a műsorkínálatért. Ő tesz javaslatot a főszerkesztő személyére, akit a vezetői tanács választ.

## Nézettsége
Rekord nézettséget ért el az 1980-as években, amikor az Álomhajó és A klinika című sorozatok műsorra kerültek, több mint 20 millióan nézték őket. 1992-ben 20,47 millió fős rekord nézettséget ért a Wetten, dass...? (Fogadjunk, hogy...) című szórakoztató műsor.
Általában az idősebb korosztály teszi ki a nézők nagy részét.

## Műsorai

### Hírek
- Heute
- heute – in Deutschland
- heute – in Europa
- Heute-Journal
- heute+
- heute spezial
- heute Xpress
- ZDF spezial

### Közéleti, háttér magazinok
- 37 Grad
- Aktenzeichen XY … ungelöst
- Album – Bilder eines Jahres
- auslandsjournal
- drehscheibe
- hallo deutschland
- Länderspiegel
- Leute heute
- Lotto am Mittwoch - lottósorsolás
- ZDF-Mittagsmagazin
- ML Mona Lisa
- ZDF-Morgenmagazin - reggeli műsor
- ZDF.reportage
- ZDFzoom
- ZDFzeit

### Politikai műsorok
- Berlin direkt
- Frontal21
- Politbarometer
- Standpunkte
- Was nun, …?

### Gyerekműsorok
- 1, 2 oder 3
- logo!
- Löwenzahn
- pur+
- Siebenstein

### Show-műsorok
- Bares für Rares
- Das Spiel beginnt
- Der Quiz-Champion
- Deutschlands Superhirn
- Die Anstalt
- Die Helene Fischer Show
- Die Küchenschlacht
- Die schönsten Weihnachts-Hits
- Heiligabend mit Carmen Nebel
- heute-show
- Ich kann Kanzler!
- Kerners Köche
- Menschen
- Willkommen
- Willkommen bei Carmen Nebel
- ZDF-Fernsehgarten

## Logók

Az 1989 és 1992 közötti
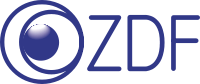
Az 1992 és 2001 közötti
A jelenlegi logó